# Klizin
Klizin – wieś w Polsce, położona w województwie łódzkim, w powiecie radomszczańskim, w gminie Kodrąb.
| SIMC    | Nazwa            | Rodzaj     |
| ------- | ---------------- | ---------- |
| 0543491 | Klizin-Brzezinki | przysiółek |
| 0543485 | Klizin-Chaba     | przysiółek |
| 0543500 | Klizin-Kopaliny  | przysiółek |

W latach 1975–1998 wieś administracyjnie należała do województwa piotrkowskiego.